# The Queen's Guards
The Queen's Guards is een Britse dramafilm uit 1961 onder regie van Michael Powell.

## Verhaal
De kapiteins John Fellowes en Henry Wynne-Walton voltooien hun legeropleiding aan Sandhurst. Ze worden vervolgens naar het Midden-Oosten gestuurd. John moet er een parachute-eenheid leiden, terwijl Henry aan het hoofd komt te staan van een peloton pantserwagens. John krijgt aldoor van zijn vader te horen dat hij niet in de schaduw kan staan van zijn broer, die is gesneuveld tijdens de oorlog.

## Rolverdeling
| Acteur             | Personage                |
| ------------------ | ------------------------ |
| Daniel Massey      | John Fellowes            |
| Robert Stephens    | Henry Wynne-Walton       |
| Raymond Massey     | Kapitein Fellowes        |
| Ursula Jeans       | Mevrouw Fellowes         |
| Judith Stott       | Ruth Dobbie              |
| Elizabeth Shepherd | Susan                    |
| Duncan Lamont      | Wilkes                   |
| Peter Myers        | Gordon Davidson          |
| Ian Hunter         | George Dobbie            |
| Jess Conrad        | Dankworth                |
| Patrick Conner     | Brewer                   |
| William Young      | Williams                 |
| Jack Allen         | Brigadegeneraal Cummings |
| Jack Watling       | Kapitein Shergold        |
| Andrew Crawford    | Biggs                    |